# Каната (Империја)
Каната је насеље у Италији у округу Империја, региону Лигурија.
Према процени из 2011. у насељу је живело 64 становника. Насеље се налази на надморској висини од 146 м.